# Отраслевой государственный архив Службы безопасности Украины
Отраслевой государственный архив Службы безопасности Украины (ОГА СБ Украины, укр. Галузевий державний архів Служби безпеки України) — архив материалов органов государственной безопасности УССР и Украины, созданный при Службе безопасности Украины.

## История
Архив был создан 1 апреля 1994 на базе архивных фондов органов государственной безопасности УССР и Украины.
С 1994 года Служба безопасности Украины совместно с Государственным комитетом архивов Украины, Институтом истории Украины НАН Украины и Всеукраинским союзом краеведов стала основателем в издании научно-документального журнала «Из архивов ВУЧК-ГПУ-НКВД-КГБ» (зарегистрирован ВАК при Кабмине Украина как научное специализированное издание по историческим наукам).
Открытый архив находится по адресу Киев, Золотоворотская ул. 9.

## Фонды
В ОГА СБ Украины сформированы более 80 фондов за 1918–2014 годы, насчитывающие около 350 000 единиц хранения. Самые ранние датируются 1918 г., с момента создания Всеукраинской чрезвычайной комиссии. В то же время, в архивных делах встречаются отдельные документы и дореволюционной эпохи.
К услугам читателей в ОГА СБ Украины функционирует читальный зал (Киев, Малоподвальная ул., 16).
К основным документальным массивам ОГА СБУ относятся:
- нормативно-правовые и распорядительные документы органов госбезопасности СССР и УССР;
- информационно-аналитические документы, предназначенные для высших органов власти и управления, в которых содержатся обобщенные сведения о государственно-политической, социально-экономической, культурной и духовной жизни Украины,
- статистические сведения о результатах оперативно-розыскной и следственной деятельности советских органов госбезопасности;
- документы политических организаций и вооруженных формирований украинского освободительного движения;
- архивные уголовные дела на репрессированных в 1920-е — 1950-е годы известных деятелей украинской государственности, науки, образования, культуры, искусства, церкви, а также представителей советского партийно-государственного руководства республики;
- документы о деятельности органов госбезопасности во время Второй мировой войны (1939—1945 гг.)
- документы, характеризующие деятельность спецслужб иностранных государств против СССР;
- оперативно-розыскные и личные дела бывших сотрудников органов безопасности, военнослужащих сверхсрочной службы и вольнонаемных работников;
- агентурные дела.

Ведущими научно-публикаторськимы партнерами архива является Институт истории Украины, Институт политических и этнонациональных исследований имени И.Ф. Кураса НАН Украины, Институт украинской археографии и источниковедения имени М. С. Грушевского НАН Украины, Национальная академия Службы безопасности Украины.
При ОГА СБ Украины действуют научно-методический совет и экспертно-проверочная комиссия, членами которых являются ведущие специалисты архива, институтов НАН Украины, Государственного комитета архивов Украины.
Пользователями архива подготовлено десятки монографических и диссертационных исследований, статей, публицистических выступлений.

## Руководители
- Когут Андрей Андреевич (с 12.2015)